# Hitler (romanzo)
Hitler è un libro del 2008, scritto da Giuseppe Genna e pubblicato da Arnoldo Mondadori Editore.
Al pari de Il castello nella foresta di Norman Mailer (pubblicato nello stesso anno), costituisce una sorta di biografia romanzata incentrata sulla figura di Adolf Hitler di cui viene ripercorsa la vita insieme a quella dei protagonisti della tragica vicenda che va dall'ascesa del nazismo alla seconda guerra mondiale, fino alla caduta del Terzo Reich, quello che doveva essere il Reich millenario tedesco.

## Trama
Il racconto è strutturato per scene cronologiche che scandiscono ogni capitolo:
1. Lambach, nel marzo 1897
2. Braunau, 20 aprile 1889
3. Leonding, 14 ottobre 1902
4. Linz, marzo 1905
5. Vienna, settembre 1907
6. Werfenstein, ottobre 1908
7. Monaco, agosto 1913
8. Pasewalk, 8 novembre 1918
9. Berlino, maggio 1919
10. Uffing, dicembre 1922
11. Berchtesgaden, ottobre 1923
12. Landsberg am Lech, novembre 1923
13. Långbrö, ottobre 1925
14. Santa Cruz de la Sierra, novembre 1930
15. Düsseldorf, giugno 1933
16. Bad Wiessee, giugno 1934
17. Norimberga, settembre 1934
18. Saar, gennaio 1935
19. Londra, aprile 1935
20. Aquisgrana, Renania, marzo 1936
21. Guernica, aprile 1937
22. Parigi, novembre 1938
23. Mosca, agosto 1939
24. Gleiwtz, settembre 1939
25. Posnań, ottobre 1939
26. Dachau, novembre 1939
27. Oslo, aprile 1940
28. Bruly-le-Pêche, maggio 1940
29. Compiègne, giugno 1940
30. Washington, gennaio 1942
31. Stalingrado, novembre 1942
32. Rastenburg, marzo 1943
33. Gran Sasso, luglio 1943

La parte conclusiva del romanzo, quella che ripercorre la fase terminale della seconda guerra mondiale, presenta una sorta di installazione poetica sulla Shoah, Apocalisse con figure (1941-1945), intitolata così dall'autore con richiamo all'opera teatrale Apocalypsis cum figuris di Jerzy Grotowski.
1. Rastenburg, dicembre 1943
2. Normandia, giugno 1944
3. Londra, settembre 1944
4. mar Baltico, ottobre 1944
5. Dresda, febbraio 1945
6. Berlino, maggio 1945

## Edizione
- Giuseppe Genna, Hitler, Milano, Mondadori, 2008, ISBN 88-04-57353-8.